# Macornay
Macornay é uma comuna francesa na região administrativa de Borgonha-Franco-Condado, no departamento de Jura. Estende-se por uma área de 4,6 km². Em 2010 a comuna tinha 1 004 habitantes (densidade: 218,3 hab./km²).